# Conistra caerulescens
Conistra caerulescens là một loài bướm đêm trong họ Noctuidae.